# Polnische Wirtschaft (powieść)
Polnische Wirtschaft (tyt. oryg. niem. Polnische Wirthschaft) – jedna z głównych powieści ksenofobicznego nurtu Ostmarkenliteratur autorstwa niemieckiego pisarza Paula Oskara Höckera, wydana w 1896 roku w Berlinie przez Deutsches Verlaghaus Bong.

## Charakterystyka
Celem 400-stronicowej powieści było ukazanie polskiej gospodarki w Wielkopolsce (i szerzej na terenach zamieszkałych przez Polaków) w takim świetle, by jej stan usprawiedliwiał pruską obecność na Wschodzie (czy też niemiecką misję na Wschodzie; zob. Drang nach Osten). Höcker w swoim dziele nie koncentrował się głównie na opisach nędzy i brudu polskich gospodarstw, jak to mieli w nawyku inni twórcy nurtu Ostmarkenliteratur, ale skupił się na swojej wersji opisu polskiego sposobu myślenia, życia i pracy. Według literaturoznawcy Marii Wojtczak powieść miała obnażyć mechanizmy polskiej mizerii. Krytyk Józef Flach napisał: każdy, dosłownie Polak – czy to mężczyzna, czy kobieta – jest człowiekiem o burzliwym temperamencie [...], bezgranicznej lekkomyślności [...], leniwy i rozrzutny. Flach pisał, że według Höckera całe polskie społeczeństwo zamieszkujące Prowincję jest na wskroś zepsute, pozbawione wszelkiej moralności, bez jakichkolwiek perspektyw życiowych. Niemcy uosabiają na tym tle wszelkie cnoty: siłę, zdrowie i porządek. Ziemia wielkopolska odetchnęła po przybyciu Niemców, którzy są dla niej błogosławieństwem.

## Treść
Bohaterami powieści są polscy ziemianie – Sadorscy i hrabina Jadwiga Tarnowska, zamieszkali w Blizanowie (imponująca jest szczegółowość topograficzna z jaką opisano wieś – wiele miejsc jest rozpoznawalnych do dzisiaj). Majątki ich są trwonione, nienależycie zarządzane, dawni bogacze, a obecnie bankruci myślą tylko o balach i drogich zakupach niepotrzebnych, zbytkownych przedmiotów. W rezultacie takiego gospodarowania majątek jest skazany na niechybny upadek. Autor próbował wykazać, że w czasie gdy Polacy myśleli tylko o dawnej chwale, pogrążając się w niebywałym chaosie i zabawach, niemieccy koloniści stali już pod drzwiami przynosząc ze sobą tyle odwagi i wiedzy, by przywrócić podupadłym polskim gospodarstwom ich utraconą świetność. Kontrastowanie polskiej (złej) gospodarki z niemiecką (dobrą), to utarty stereotyp w obrębie Ostmarkenliteratur. Konkluzją płynącą z powieści jest to, że ziemie Marchii Wschodniej zamieszkuje gorszy gatunek ludzi wymagający wiedzy i wsparcia oraz wspaniałomyślnej niemieckiej dłoni.
Karykaturalne było przedstawianie polskich szlachciców: Halka Sadorska był tęga, niezdecydowana, często lamentująca w sytuacjach wymagających działania i fizycznie zaniedbana. Wspominał jednak o niektórych, pozytywnych cechach Polaków – hrabina Tarnowska była ładna, mądra i wytworna, ale to nie przeszkadzało być też skąpą wobec podwładnych, twardą i nieczułą na niedolę ubogich warstw społecznych. Przegrała w karty z Wladimirem von Korsak kapliczkę maryjną w Kornaschewie. Biedni Polacy nazywali ją poganką, łajdaczką i bezbożnicą. Pieniądze, których nie miała dla biednych, wydawała na wytworne przyjęcia. Zgodnie ze stereotypem Ostmarkenliteratur polskie kobiety (piękne, ale chytre i zepsute) poniosły karę za swą lekkomyślność: Halka Sadorska została aresztowana w związku z podejrzeniami o fałszerstwo, a Jadwigę Tarnowską wyrzucono z salonu gier w Monako za oszustwo.
Powieść, choć nieprzychylna względem Polaków, czasami ośmieszająca, to jednak w porównaniu do innych wytworów swojego nurtu nie zawiera stosunkowo wysokiej dawki nienawiści etnicznej, co mogło być przyczyną, że nie umieszczono jej na liście Literatury Ojczyźnianej Prowincji Poznańskiej do użytku w czytelniach, przygotowanej w 1911 przez Bibliotekę Cesarza Wilhelma w Poznaniu.